# El Pollo Loco
El Pollo Loco (en français, « Le Poulet Fou ») est une chaîne de restauration rapide en franchise basée dans le comté d'Orange en Californie. Spécialisée dans le poulet grillé mexicain, elle est considérée comme étant la première franchise latino-américaine à s'être implantée aux États-Unis.

## Histoire
El Pollo Loco a été fondé en 1975 par Juan Francisco Ochoa dans la petite ville de Guasave, située sur la côte est mexicaine. Le petit stand se fait peu à peu connaître dans les alentours pour sa recette de poulet grillé et l'affaire finit par s'étendre en 1979 dans tout le nord du pays. L'année suivante El Pollo Loco ouvre son premier restaurant aux États-Unis à Los Angeles en Californie. Les établissements américains du groupe sont acquis en 1983 par la chaîne de restaurants Denny's. El Pollo Loco, ainsi que tout Denny's, est racheté en 1987 par la défunte Trans World Corporation. Aujourd'hui l'enseigne appartient au grand groupe Trimaran Capital Partners.

## El Pollo Loco aux États-Unis

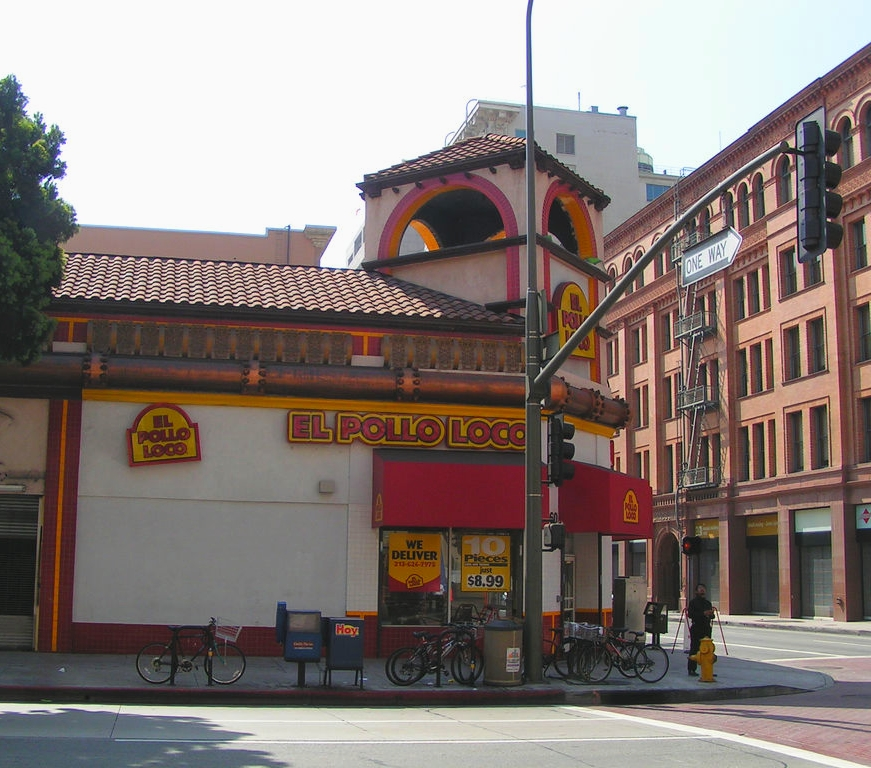
Un restaurant El Pollo Loco typique

Aux États-Unis, El Pollo Loco est implanté uniquement dans le sud-ouest ainsi qu'en Californie, exception faite d'un restaurant à Chicago et d'un autre récemment ouvert à Ledyard dans le Connecticut. Leur plat le plus célèbre est le pollo asado, un poulet grillé mariné dans un mélange d'herbes et de jus de citron. Bien que restant en concurrence directe avec les principaux fast-foods de poulet tels que KFC, la chaîne, aujourd'hui diversifiée dans la nourriture mexicaine, est davantage en compétition avec les enseignes de restauration rapide latinos comme Taco Bell.
Récemment, El Pollo Loco lança une campagne publicitaire mettant en scène un beau latino-américain nommé El Caliente. L'enseigne s'attira immédiatement les foudres des associations de chicanos, accusant le personnage d'être un stéréotype racial.

## El Pollo Loco au Mexique
Au Mexique, la chaîne vend sous le même nom et sous le même logo qu'aux États-Unis. Elle est implantée surtout dans le nord du pays, principalement dans des villes telles que Monterrey ou Culiacán. Elle met l'accent sur les concepts de vente à emporter et de restauration rapide, proposant ainsi moins de dine-in qu'aux USA. Ses principaux coups marketing passent par la radio.